# Carl Pomerance
Carl Bernard Pomerance (* 24. November 1944 in Joplin, Missouri) ist ein US-amerikanischer Zahlentheoretiker.

## Leben
Pomerance studierte an der Brown University und schloss dort 1966 mit der Diplomarbeit (M.Sc.) A determination of imaginary quadratic principal ideal domains ab. 1972 wurde er an der Harvard University bei John T. Tate promoviert. In seiner Dissertation An Odd Perfect Number is Divisible by at Least Seven Distinct Primes bewies er, dass eine ungerade perfekte Zahl (das heißt, dass sie die Summe ihrer echten Teiler ist) mindestens sieben verschiedene Primfaktoren hat. Danach ging er an die University of Georgia, wo er 1982 Professor wurde. Später arbeitete er bei Lucent Technologies und ist heute Professor am Dartmouth College.
Pomerance publizierte 20 Artikel gemeinsam mit Paul Erdős. Er ist bekannt für die Erfindung eines effizienten Faktorisierungsverfahrens, des Quadratischen Siebs, und ist Miterfinder des Adleman-Pomerance-Rumely-Primzahltests (APR, da von Henri Cohen und Hendrik Lenstra verbessert auch APRCL).
Er ist Fellow der American Mathematical Society.
Im Jahr 2019 zeigte er zusammen mit Chris Spicer, dass die Zahl Dreiundsiebzig, die Lieblingszahl von Sheldon Cooper aus der Serie Big Bang Theory, als einzige Primzahl eine Kombination unüblicher Eigenschaften besitzt, die seitdem als Sheldon-Primzahl oder Sheldon-Vermutung bekannt sind.

## Ehrungen
- 1985 Chauvenet-Preis der Mathematical Association of America
- 1994 war er Invited Speaker auf dem Internationalen Mathematikerkongress in Zürich (The role of smooth numbers in number theoretic algorithms).
- 2001 Levi-L.-Conant-Preis

## Schriften (Auswahl)
- Recent developments in primality testing. In: The Mathematical Intelligencer. Band 3, Nr. 3, 1981, S. 97–105, doi:10.1007/BF03022861, (für diesen Aufsatz erhielt er den Chauvenet-Preis).
- A tale of two sieves. In: Notices of the American Mathematical Society. Band 43, Nr. 12, 1996, S. 1473–1485, (für diese Rückschau erhielt er den Conant-Preis).
- mit Richard Crandall: Prime Numbers. A Computational Perspective. Springer, New York NY u. a. 2001, ISBN 0-387-94777-9.
- mit Michael Th. Rassias: Analytic Number Theory. In Honor of Helmut Maier’s 60th Birthday, Springer, New York 2015, ISBN 978-3-319-22240-0.